# FC Luzern
Fussball club Luzern (normalt bare kendt som FC Luzern) er en schweizisk fodboldklub fra byen Luzern i Kanton Luzern. Klubben spiller i landets bedste liga, den schweiziske Superliga, og har hjemmebane på Swissporarena. Klubben blev grundlagt i 1901, og har siden da vundet et enkelt schweizisk mesterskab samt to pokaltitler.

## Titler
- Schweizisk Superliga (1): 1989

- Schweizisk Pokalturnering (2): 1960, 1992

## Kendte spillere
- Adrian Knup
- Alexander Frei
- Blaise Kufo
- Kubilay Türkyilmaz
- Ottmar Hitzfeld

## Danske spillere
- Eigil Nielsen
- John Eriksen